# Подорож на доісторичну планету
«Подорож на доісторичну планету» (англ. Voyage to the Prehistoric Planet) — американський фантастичний фільм 1965 року, перемонтований з радянського фільму 1961 року «Планета штормів». Стрічка знаходиться в суспільному надбанні у США.

## Про фільм
У 1962 році в СРСР вийшов у прокат один з перших радянських фантастичних фільмів про космічну подорож — «Планета бур». Фільм був зроблений з використанням унікальних технологій комбінованого знімання, які значно випереджали тогочасні закордонні аналоги. На батьківщині особливої слави фільм не здобув, але був викуплений 28 країнами, зокрема й США, де був перемонтований студією «Амерікен Інтернешнл» («Roger Corman Productions») Роджера Кормана з вилученням низки епізодів і додаванням нових, і в такому вигляді випущений в американський прокат під назвою «Подорож на доісторичну планету». Ніяких згадок про те, що це кінопродукція з СРСР, не було, а в титрах радянським акторам, які залишилися в кадрі, були дані англійські імена та прізвища.
Прем'єра фільму відбулася в США 1 серпня 1965 року, також фільм був показаний в Іспанії 1 грудня 2003 року в рамках Міжнародного кінофестивалю в Каталонії.
Отримана продукція припала до душі американському глядачеві, тому в 1968 році на екрани вийшов фільм «Подорож на планету доісторичних жінок», який вже, у свою чергу, був незначною переробкою «Подорожі на доісторичну планету».
В 2007 році фільм був показаний по телебаченню в складі шоу жахів «Cinema Insomnia», пізніше картина вийшла на DVD.

## Сюжет
2020 рік. З Місячної станції № 7 до Венери стартують три космічні кораблі: «Вега», «Сіріус» і «Капела». Експедицію веде професор Хартман. По дорозі вони втрачають «Капелу» — зіткнення з астероїдом, але решта кораблів досягають мети і виходять на орбіту Венери. Керн, Шерман і робот Джон спускаються на її поверхню для дослідження. Незабаром радіозв'язок з ними зникає, і тоді на поверхню спускається «Сіріус». Його екіпаж, Брендан Локхарт, Андре Ферно і Ганс Вальтерс, вирушають на пошуки зниклих товаришів. Виявляється, що планета не тільки вулканічно дуже активна, але на ній мешкають доісторичні чудовиська, а також виявлені сліди розумного життя.

## В ролях
| Актор               | Роль                                                                                |
| ------------------- | ----------------------------------------------------------------------------------- |
| Безіл Ретбоун       | професор Хартман                                                                    |
| Фейт Домерг         | доктор Марша Еванс                                                                  |
| Джон Бікс           | робот Джон                                                                          |
| Генадій Вєрнов      | Андре Ферно (Роберт Шантал) (у титрах не вказаний), в оригінальному фільмі — Альоша |
| Георгій Жжонов      | Ганс Вальтерс (Курт Боден) (у титрах не вказаний), в оригінальному фільмі — Бобров  |
| Юрій Саранцев       | Аллен Шерман (у титрах не вказаний), в оригінальному фільмі — Щерба                 |
| Георгій Тейх        | доктор Керн (у титрах не вказаний), в оригінальному фільмі — Аллан Керн             |
| Володимир Ємельянов | Брендан Локхарт (у титрах не вказаний), в оригінальному фільмі — Вершинін           |